# Champlin, Minnesota
Champlin är en ort i Hennepin County i Minnesota. Vid 2010 års folkräkning hade Champlin 23 089 invånare.